# Schlingermyia venusta
Schlingermyia venusta là một loài ruồi trong họ Tachinidae.